# Myrmisaraka brevis
Myrmisaraka brevis  (лат.) — вид мелких муравьёв рода Myrmisaraka (подсемейство мирмицины).

## Распространение
Мадагаскар.

## Описание
Мелкие мирмициновые муравьи желтоватого цвета (длина тела около 5 мм), ширина головы от 0,79 мм до 0,92 мм (длина около 1 мм). Соотношение ширины и длины головы (головной индекс, CI) = 79–85. Соотношение длины скапуса к ширине головы (индекс скапуса, SI) = 99–111. Рабочая каста мономорфная. Нижнечелюстные щупики 5-члениковые, нижнегубные щупики состоят из 3 сегментов. Усики 12-члениковые с 3-члениковой булавой (у самцов тоже 12-члениковые). Жвалы треугольной формы с 9-11 зубцами на жевательном крае. Глаза крупные, расположены в среднебоковой части головы. Стебелёк между грудкой и брюшком состоит из двух члеников: петиолюса и постпетиолюса (последний четко отделен от брюшка), жало развито, куколки голые (без кокона). Заднегрудка с длинными проподеальными шипками. Брюшко гладкое и блестящее. Вид был впервые описан в 2014 году английским мирмекологом Барри Болтон (The Natural History Museum, Лондон, Великобритания) и американским энтомологом Брайаном Фишером (B. L. Fisher; Department of Entomology, California Academy of Sciences, Сан-Франциско, Калифорния, США).